# Euchromia poecilosoma
Euchromia poecilosoma är en fjärilsart som beskrevs av Johannes Karl Max Röber 1914. Euchromia poecilosoma ingår i släktet Euchromia och familjen björnspinnare. Inga underarter finns listade i Catalogue of Life.